# ذوب آلومینیوم

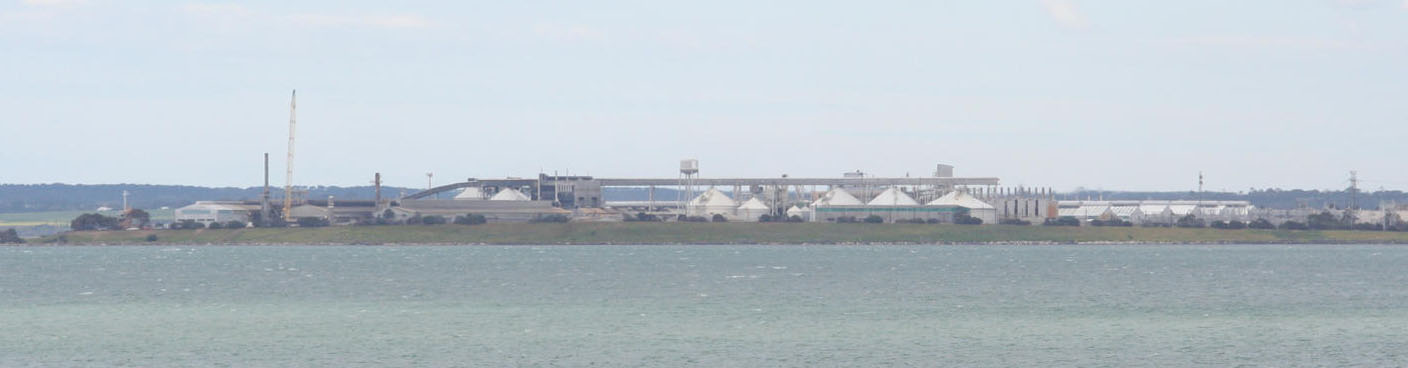
تصویری از یکی از کارخانه‌های آلکوا در استرالیا

ذوب آلومینیوم به فرایند تولید آلومینیوم از اکسید آن، آلومینا اطلاق می‌شود که به‌طور کلی توسط فرایند هال-هرولت انجام می‌شود. آلومینا از سنگ معدن بوکسیت از طریق فرایند بایر در پالایشگاه آلومینا استخراج می‌شود.
این فرایند یک فرایند الکترولیز است و بسیار پرمصرف می‌باشد و برای استخراج آلومینیوم، مقدار قابل توجهی برق مصرف می‌شود بنابراین این واحدهای صنعتی تمایل دارند که بسیار نزدیک به نیروگاه‌های بزرگ واقع شوند. مقادیر زیادی از کربن نیز در این فرایند مورد استفاده قرار می‌گیرد که در خروجی میزان قابل توجهی از گازهای گلخانه‌ای را به وجود می‌آورد.

## طرح کلی یک واحد استخراج آلومینیوم
فرایند الکترولیز هال-هرولت، یک روش عمومی برای تولید آلومینیوم اولیه است. یک سلول الکترولیز از پوسته‌ای فولادی با مجموعه‌ای از پوشش‌های عایق‌بندی شده از جنس مواد نسوز ساخته شده‌است. این سلول شامل یک پوسته اجری در پشت پوسته فولادی به عنوان یک نگه‌دارنده و پشتیبان نیز می‌باشد. در داخل سلول، بلوک‌های کاتدی در کنار هم و بر روی پوسته فولادی قرار دارند و روی این پوشش در تماس با فلز مذاب است و با عنوان کاتد عمل می‌کند. الکترولیت داخل سلول‌ها در دمای بسیار بالا قرار دارد. آند پیش پخت شده نیز از جنس کربن ساخته می‌شود و به شکل بلوک‌های بزرگ متخلخل در الکترولیت قرار دارد. یک الکترود یا تعدادی از بلوک‌های کربنی پیش پخت شده به عنوان آند استفاده می‌شوند.

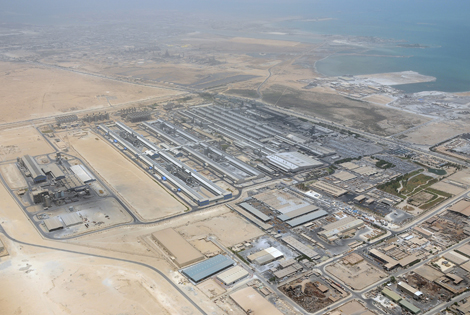
تصویری از یک کارخانه ذوب آلمینیوم

یک واحد ذوب آلومینیوم شامل تعداد زیادی سلول‌های ذوب (گلدان) است که در آن‌ها عملیات الکترولیز اتفاق می‌افتد. یک واحد متداول و معمولی حاوی ۳۰۰ تا ۷۲۰ گلدان می‌باشد که هر کدام حدود یک تن آلومینیوم در روز تولید می‌کنند، هرچند که بزرگترین تولیدکنندگان مطرح در این صنعت، بیش از پنج برابر این ظرفیت تولید دارند. این فرایند ذوب به عنوان یک فرایند دسته‌ای (به انگلیسی: Batch) اجرا می‌شود و فلز آلومینیوم جمع شده در پایین گلدان‌ها به صورت دوره‌ای خالی می‌شود. در کشورهای زیادی به ویژه استرالیا، این واحدهای ذوب اکثراً برای کنترل تقاضای شبکه برق مورد استفاده قرار می‌گیرند و در نتیجه برق می‌تواند با قیمت بسیار مناسبی در اختیار آن‌ها قرار بگیرد. با این حال، قدرت مصرفی را نباید بیش از ۴–۵ ساعت قطع کرد، زیرا اگر مایع داخل گلدان‌ها جامد شود، گلدان باید با هزینه قابل توجهی تعمیر شوند.

## اصول و قواعد
آلومینا عموماً در دمای ۹۶۰ درجه سانتی گراد در نمک کریولیت مذاب حل می‌شود. معادلات ساده‌شده این واکنش در زیر آمده‌است:
Al2O3 + 3/2C = 2Al + 3/2CO2: ΔG° = 264460 + 3.75 TlogT - 92.52 T cal
Al2O3 + 3C = 2Al + 3CO: ΔG° = 325660 + 3.75 TlogT - 155.07 T cal
گرچه تشکیل مونوکسید کربن(CO) در این دما از لحاظ ترمودینامیکی مطلوب می‌باشد، ولی وجود میزان قابل توجه ولتاژ موجب تغییر تعادل ترمودینامیکی و تولید مخلوط CO و CO2 می‌شود. در نتیجه الکترولیز، آندهای کربنی مصرف شده و در نتیجه باعث مصرف انرژی بالا و انتشار گازهای گلخانه‌ای در کارخانجات ذوب می‌شوند.
واکنش Boudouard نیز می‌تواند به عنوان یک واکنش جانبی در این فرایند رخ دهد:
CO2 + C → 2CO: ΔG° = 40800-41.7 T cal
CO2 با ذرات کربن و همچنین آند واکنش داده و مونوکسید کربن ایجاد می‌کند. تشکیل CO باعث مصرف دو برابری کربن نسبت به تشکیل CO2 می‌شود. با افزایش چگالی جریان تا 1 A/cm2، نسبت تولید CO2 افزایش می‌یابد و مصرف کربن کاهش می‌یابد.

## اجزاء سلول‌ها
الکترولیت: الکترولیت یک حمام مذاب از کریولیت با فرمول شیمیایی Na3AlF6 و آلومینای محلول در آن است. کریولیت یک حلال خوب برای آلومینا با نقطه ذوب پایین، گران‌روی مناسب و فشار بخار کم است. چگالی آن نیز کمتر از آلومینیوم مایع (2 vs 2.3 g/cm3) است، که به جداسازی طبیعی محصول (آلومینیوم مذاب) از نمک کریولیت در پایین سلول کمک می‌کند. دمای ذوب شدن کریولیت ۱۰۱۰ درجه سانتیگراد است و یک یوتکتیک با ۱۱٪ آلومینا در دمای ۹۶۰ درجه سانتیگراد ایجاد می‌کند. در سلول‌های صنعتی نسبت کریولیت به آلومینا بین ۲ تا ۳ نگهداری می‌شود تا دمای ذوب آن بین ۹۴۰ تا ۹۸۰ درجه سانتیگراد کاهش یابد.
کاتد: کاتدهای کربنی اساساً از آنتراسیت، گرافیت و کک نفتی ساخته می‌شوند که قبل از استفاده به عنوان کاتد، فشرده شده و در دمای حدود ۱۲۰۰ درجه سانتیگراد داخل کوره پخته و کلسینه می‌شوند. مصالح کاتدها با قطران زغال سنگ مخلوط شده سپس پرس می‌گردند و پخته می‌شوند. کاتد کربنی باید دارای استحکام کافی، هدایت الکتریکی خوب و مقاومت بالا در برابر سایش و نفوذ سدیم باشد. کاتدهای آنتراسیت دارای مقاومت بیشتر در برابر سایش و خزش کمتری نسبت به کاتدهای گرافیتی و کک نفتی گرافیتی شده می‌باشد. در عوض، کاتدهای متراکم با نسبت‌های گرافیت بیشتر، هدایت الکتریکی بالاتر، مصرف انرژی پایین‌تر، و ورم‌کردگی کمتر به علت نفوذ سدیم دارند. از نتایج ورم‌کردگی کاتدها، خوردگی غیر یکنواخت و سریع بلوک کاتد می‌باشد.
آند: آندهای کربنی وضعیت خاصی در ذوب آلومینیوم دارند و بسته به نوع آند، ذوب آلومینیوم به دو فناوری متفاوت تقسیم می‌شود. یعنی آندهای " Soderberg " و آندهای " prebaked ". آندها از کک نفتی مخلوط شده با قطران زغال سنگ ساخته شده سپس فرم دهی می‌شوند در دمای بالا پخت می‌شوند. کیفیت آند بر جنبه‌های تکنولوژیکی، اقتصادی و زیست‌محیطی تولید آلومینیوم تأثیر می‌گذارد. راندمان انرژی فرایند مستقیماً با ماهیت مواد آند و همچنین تخلخل آندها پخته شده ارتباط دارد. در حدود ۱۰٪ از قدرت سلول برای غلبه بر مقاومت الکتریکی آندها پیش پخت شده(۵۰–۶۰ μΩm). مورد استفاده قرار می‌گیرد. مصرف کربن بیش از مقدار تئوری، به دلیل راندمان جریان پایین و مصرف غیر الکترولیتی می‌باشد. کیفیت غیرهمگن آندها با توجه به تنوع مواد اولیه و پارامترهای تولید بر روی کارایی و پایداری سلول‌ها مؤثر می‌باشد.
آندهای Prebaked به انواع گرافیتی و کک تقسیم می‌شوند. برای تولید آندهای گرافیتی، آنتراسیت و کک نفتی کلسینه شده و طبقه‌بندی می‌شوند. سپس آن‌ها را با قطران زغال‌سنگ مخلوط می‌کنند و فشرده می‌سازند. آندهای فشرده شده سپس در دمای ۱۲۰۰ درجه سانتیگراد پخته شده و گرافیتی می‌شود. آندهای «کک» از کک نفتی کلسینه شده، بوته‌ها و آندهای بازیافت شده و قطران زغال سنگ ساخته می‌شوند. آندها با مخلوط کردن مواد فوق در زمینه قطران زغال سنگ تولید می‌شوند تا خمیر باقوامی تشکیل دهند. این مواد اغلب با ارتعاش فشرده می‌گردند اما در برخی از کارخانجات پرس می‌شوند. این آندها نیز سپس در مدت ۳۰۰–۴۰۰ ساعت در دمای ۱۱۰۰–۱۲۰۰ درجه سانتیگراد، بدون گرافیتی سازی، زینتر می‌گردند. دمای بالاتر پخت باعث افزایش خواص مکانیکی و هدایت حرارتی می‌شود و واکنش پذیری هوا و CO2 را کاهش می‌دهد. مقاومت الکتریکی ویژه آندهای کک از گرافیتی‌ها بالاتر است، اما آن‌ها دارای مقاومت فشاری بالاتر و تخلخل پایین‌تر هستند.
الکترودهای Soderberg (پخت در محل)، که برای اولین بار در سال ۱۹۲۳ در نروژ مورد استفاده قرار گرفت، شامل یک پوسته فولادی و یک توده کربن‌دار است که توسط گرمای متصاعد شده از سلول الکترولیزی پخته می‌شود. مواد کربن‌دار مورد استفاده در الکترودهای سادربرگ موادی از قبیل کک و آنتراسیت خرد شده هستند، که حرارت دیده و طبقه‌بندی می‌شوند. این مصالح با قیر یا روغن به عنوان اتصال دهنده ترکیب و سپس بریکت شده و در محفظه‌ها بارگیری می‌شوند. دمای محفظه‌ها در کنار سلول‌ها افزایش یافته و آندها در محل پخت می‌شوند. در این روش مقادیر زیادی از ترکیبات هیدروکربن‌دار آزاد می‌شود که از جمله معایب این روش نسبت به روش Prebaked می‌باشد. امروزه در سلول‌های مدرن معمولاً از الکترودهای پیش پخته استفاده می‌شود زیرا کنترل عملیات در آن‌ها ساده‌تر است و بازدهی انرژی بالاتر نسبت به روش سادربرگ دارند.